# Бондаренко, Анатолий Николаевич
Анато́лий Никола́евич Бондаре́нко (10 октября 1949, Орск, РСФСР, СССР) — советский мотогонщик, выступавший в спидвее и спидвее на льду, неоднократный чемпион СССР и мира, заслуженный мастер спорта СССР (1980).

## Биография
Родился в Орске. Мотоспортом начал заниматься в 19 лет после того, как младший брат Николай уже занимавшийся мотоспортом однажды подъехал к дому на спортивном мотоцикле.
Занимался мотоболом, играя на позиции вратаря, затем мотокроссом. В 1968 году принимал участие в первенстве Оренбуржской области по спидвею на льду, где получил травмы и попал в больницу. В 1970 году занял на этих соревнованиях третье место.
Учился в Москве в Высшей школе тренеров, где познакомился с заслуженным тренером СССР Владимиром Карнеевым и серебряным призёром чемпионата мира Владимиром Чекушевым. Они во многом и определили дальнейший спортивный путь Бондаренко. Он переучился на более мощный класс мотоциклов (до 500 см³), принимал участие в чемпионате Москвы, где стал третьим. Окончив школу тренеров переехал в Тольятти, где устроился в мотоклуб «Куйбышевгидростроя» «Жигули». В Тольятти впервые попробовал себя в выступлениях в гаревом спидвее.
В 1974 году впервые был зачислен в состав сборной СССР по спидвею на льду. В 1977 годы впервые принимал участие в чемпионате мира, где однако упал и получил травму. В том же году он выиграл личный чемпионат СССР, а на следующий стал серебряным призёром чемпионата мира.
В 1979 году Анатолий Бондаренко выиграл все возможные золотые медали: он стал одновременно чемпионом мира и СССР как в личном, так в и командных первенствах, а также чемпионом РСФСР. В сборной также выступал его брат Николай, с которым они и победили в командном зачёте и который стал серебряным призёром в личном. В финале личного чемпионата мира Анатолий сражаясь против лучших гонщиков планеты набрал 30 очков из 30 возможных.
В 1980 году Анатолий Бондаренко ещё раз победил в обоих видах чемпионата мира. В дальнейшем ещё трижды становился чемпионом СССР.
Всего за спортивную карьеру выиграл 36 медалей различного достоинства.
Параллельно с выступлениями на льду принимал участие и в традиционном спидвее, где являлся одним из лидеров команды «Жигули».
Вместе с братом Николаем проживают в Тольятти, где в местной спидвейной команде «Мега-Лада» выступает сын Николая Илья, не раз становившийся чемпионом страны в командном зачёте.

## Достижения
- Чемпион мира в личном зачёте (1979, 1980)
- Чемпион мира в командном зачёте (1979, 1980)
- Серебряный призёр личного чемпионата мира (1978, 1983)
- Бронзовый призёр командного чемпионата мира (1983)
- Чемпион СССР в личном зачёте (1977, 1979, 1980, 1981)
- Чемпион СССР в командном зачёте (1979, 1982)
- Серебряный призёр личного чемпионата СССР (1982)
- Серебряный призёр командного чемпионата СССР (1981)
- Бронзовый призёр личного чемпионата СССР (1976)
- Бронзовый призёр чемпионата СССР в командном зачёте (1976)
- Чемпион РСФСР (1979,1983)